# Dal'nekonstantinovskij rajon
Il Dal'nekonstantinovskij rajon (in russo Дальнеконстантиновский район?) è un rajon dell'Oblast' di Nižnij Novgorod, nella Russia europea; il capoluogo è Dal'nee Konstantinovo.